# Gaesdonck

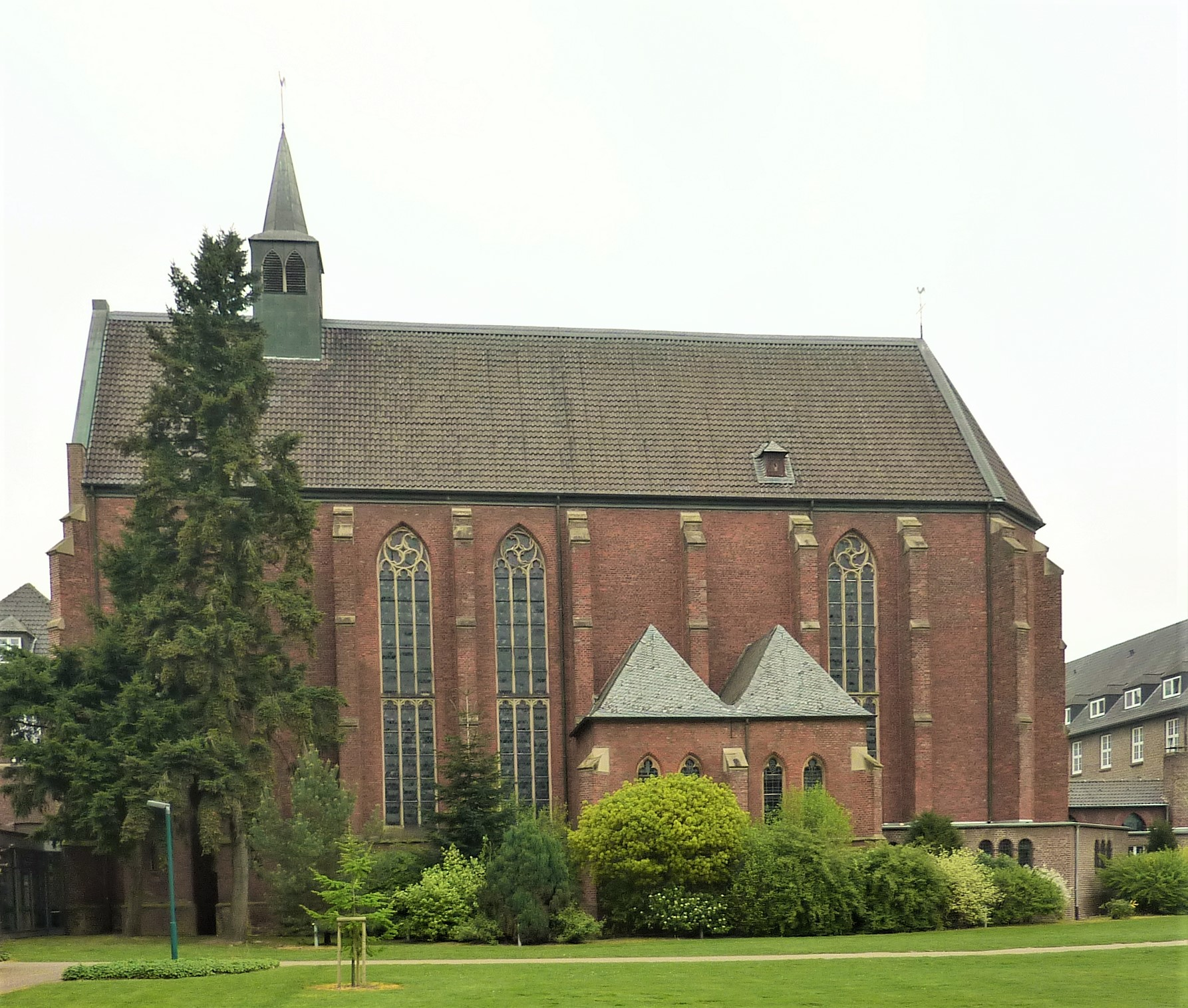
Stiftskirche und Schulgebäude

Die Gaesdonck ist ein Ortsteil von Goch und gehört verwaltungsmäßig zur Kernstadt. Sie ist von der Toten Kendel umschlungen, einer ehemaligen Schleife des Baches Kendel, die an der deutsch-niederländischen Grenze von links in die Niers mündet. 
Bei Gaesdonck bildet die Tote Kendel ein Stück weit die Grenze zum niederländischen Nachbarort Siebengewald, einem der fünf Siedlungskerne der limburgischen Gemeinde Bergen. Aus dem ehemaligen Chorherrenstift Gaesdonck wurde im 19. Jahrhundert das heute noch bestehende bischöfliche Gymnasium Collegium Augustinianum Gaesdonck. Die dazugehörige ehemalige Stiftskirche ist eines der zahlreichen Werke der Backsteingotik in der Region Niederrhein.